# DVLP
Ne doit pas être confondu avec Develop.
DVLP, ou Develop, de son vrai nom Bigram John Zayas, né le 11 juillet 1978 à New York, dans l'État de New York, est un producteur de musique et disc jockey américain. Il est notamment connu pour son travail pour le rappeur Lil Wayne.

## Biographie
Bigram John Zayas nait à New York. Il se met à la musique sans véritable entrainement, bien qu'il ait baigné dans un univers musical dans sa famille (son oncle est le chanteur Marc Anthony). Il s'exerce à l'art du DJing à l'âge de 11 ans puis fait de petites performances lors de fêtes de lycée.
Quelques années plus tard, il fonde le groupe de DJs The Allies (avec Craze, J-Smoke, Spictakular, Infamous, A-Trak et Klever), he et prend le pseudonyme de Develop. En 1998, il remporte le ITF Beat Juggling Championship face à Total Eclipse des X-Ecutioners en finale. En 1999, il remporte le championnat ITF par équipe. En 2000, The Allies publient l'EP D-Day. Après cela, il décide d'arrêter les compétitions de DJ pour se consacrer à la production musicale et à l'écriture de chansons. Il débute alors sa collaboration avec son cousin Matthew Delgiorno (alias Filthy) avec lequel il forme le groupe de producteurs Doe Boys. Dès lors, Develop participe aux albums de rappeurs comme What the Game's Been Missing! de Juelz Santana, sur lequel il produit plusieurs titres. Il collabore également avec The Diplomats, Kelly Rowland, Fabolous, Cam'ron, DJ Clue, Fat Joe, Jennifer Lopez, Pitbull, Nicki Minaj, Rick Ross ou encore John Legend,,.
Il travaille pour la première fois avec Lil Wayne en 2005, sur l'album Tha Carter II, sur lequel il produit plusieurs titres au sein du duo Doe Boys, dont le single Fireman. La collaboration avec Lil Wayne se poursuivra tout au long de sa carrière.
En 2010, il forme le groupe Mad Ave Boys (plus tard rebaptisé Dameht) qui sort son premier EP Electric Tape. En 2011, il prend le pseudonyme de DVLP. Cette même année, il produit le titre Blunt Blowin, sur l'album Tha Carter IV de Lil Wayne, qui se classe notamment 33e au Billboard Hot 100. Le rappeur avait enregistré la chanson le premier jour de son retour en studio avec sa sortie de prison. En 2011, il forme un nouveau duo de DJs, The WAV.s, avec Bilal the Chef, avec lequel il travaille sur le single I Like How It Feels d'Enrique Iglesias featuring Pitbull.
DVLP collabore également avec RedOne, dans un style plus tourné vers la pop. En 2012, ils coproduisent notamment le titre Me Gustas Tanto de la chanteuse mexicaine Paulina Rubio, qui atteint la première place des Billboard Hot Latin Songs, ainsi que Get It Started de Pitbull et Shakira. Il travaille ensuite avec Eminem, pour lequel il produit Rap God qui est publié le 15 octobre 2013 comme troisième single de l'album The Marshall Mathers LP 2.

## Discographie

### Productions
| Année | Artiste(s)              | Album                                                | Titre(s)                                                                                          | Rôle(s)                         |
| ----- | ----------------------- | ---------------------------------------------------- | ------------------------------------------------------------------------------------------------- | ------------------------------- |
| 2004  | The Diplomats           | Diplomatic Immunity 2                                | Stop-N-Go feat. Cam'ron & JR Writer                                                               | Producteur, auteur              |
| 2004  | Grafh                   | Black Hand America                                   | Damage is Done                                                                                    | Producteur, auteur              |
| 2005  | Lil Wayne               | Tha Carter II                                        | Fireman, Hit 'Em Up, Feel Me                                                                      | Producteur, auteur              |
| 2005  | The Diplomats           | The Diplomats Present: Dipset More Than Music Vol. 1 | Santana's Town Part 2 feat. Juelz Santana, ''So What's It Gonna Be feat. Juelz Santana & Fabolous | Producteur, auteur              |
| 2005  | Juelz Santana           | What The Game's Been Missing!                        | Intro, Gangsta Shit, Freaky, Make It Work For Ya feat. Lil Wayne & Young Jeezy                    | Producteur, auteur              |
| 2006  | DJ Clue?                | The Professional 3                                   | Clear The Scene feat. Lil Wayne, Rick Ross & Ransom, Fuck Off feat. Young Jeezy & Juelz Santana   | Producteur, auteur              |
| 2006  | JR Writer               | History in the Making                                | My Life, Grill Em, Byrd Call feat. Cam'ron & Lil Wayne, Stomp, The Heist                          | Producteur, auteur              |
| 2006  | Young Dro               | Best Thang Smokin'                                   | 100 Yard Dash                                                                                     | Producteur, auteur              |
| 2006  | Cam'ron                 | Killa Season                                         | Man Up, feat. JR Writer                                                                           | Producteur, auteur              |
| 2007  | Cash Money Millionaires | 10 Years of Bling Vol. 1                             | The Only Reason, feat. Lil Wayne, T Streets & Sizzla                                              | Producteur, auteur              |
| 2008  | Lil Wayne               | Tha Carter III                                       | Talkin Bout It                                                                                    | Producteur, auteur              |
| 2010  | Lil Wayne               | I Am Not a Human Being                               | What's Wrong With Them feat. Nicki Minaj                                                          | Producteur, auteur              |
| 2010  | Kid Sister              | Fools Gold Vol. 1 (compilation)                      | Don't Stop Movin                                                                                  | Producteur, auteur              |
| 2010  | Mad Ave Boys            | Electric Tape (EP)                                   | Gonzo, Dance Tonight, Police State, Pink Gun                                                      | Producteur, basse, synthétiseur |
| 2011  | Lil Wayne               | Tha Carter IV                                        | Blunt Blowin                                                                                      | Producteur, auteur              |
| 2011  | Paulina Rubio           | Brava! / Bravísima!                                  | Me Gustas Tanto, Say the Word                                                                     | Producteur, auteur              |
| 2011  | Enrique Iglesias        |                                                      | I Like How It Feels, feat. Pitbull                                                                | Producteur, auteur              |
| 2012  | Rick Ross               | God Forgives, I Don't                                | Rich Forever, feat. John Legend                                                                   | Producteur, auteur              |
| 2012  | Pitbull                 | Global Warming                                       | Get It Started, feat. Shakira                                                                     | Producteur, auteur              |
| 2013  | Lil Wayne               | I Am Not a Human Being II                            | Beat The Shit, feat. Gunplay                                                                      | Producteur, auteur              |
| 2013  | Eminem                  | The Marshall Mathers LP 2                            | Rap God                                                                                           | Producteur, auteur              |

### DJ
- Banoodles - Turntablist Revolution Vol. 1 compilation (1999, sous le nom de DJ Develop)
- The Allies – D-Day (2000)